# Nižneomskij rajon
Il Nižneomskij rajon (in russo Нижнеомский район?) è un rajon dell'Oblast' di Omsk, nella Russia asiatica; il capoluogo è Nižnjaja Omka. Istituito nel 1940, ricopre una superficie di 3.400 chilometri quadrati e consta di una popolazione di circa 18.000 abitanti.